# Textura (pintura)

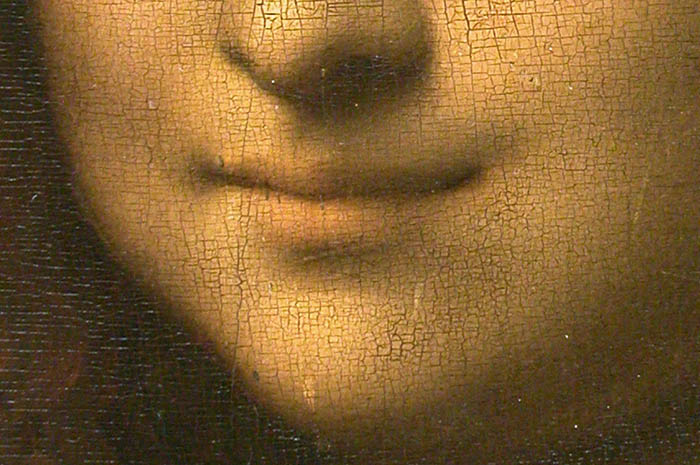
Em detalhe, nesta imagem da Mona Lisa de Leonardo da Vinci podem ver-se fissuras criadas especialmente para dar a sensação táctil transmitida pelo mestre

Textura, numa pintura, é a sensação táctil da tela. Pode basear-se na tinta e na técnica da sua aplicação ou por materiais adicionais como borracha, metal, madeira, tecidos, couro, terra, areia, etc., e tem impacto visual e táctil. A textura na pintura estimula dois sentidos diferentes. Torna-se por isso num elemento único da arte plástica. 